# Михилці
Михи́лці (болг. Михилци) — село в Пловдивській області Болгарії. Входить до складу общини Хисаря.

## Населення
За даними перепису населення 2011 року у селі проживали 218 осіб.
Національний склад населення села:
| Національність   | Кількість осіб | Відсоток |
| ---------------- | -------------- | -------- |
| болгари          | 200            | 91,7%    |
| цигани           | 17             | 7,8%     |
| турки            | 0              | 0%       |
| Всього відповіли | 218            |          |

Розподіл населення за віком у 2011 році:
Динаміка населення: